# Cocalus limbatus
Espèce
Cocalus limbatus est une espèce d'araignées aranéomorphes de la famille des Salticidae.

## Distribution
Cette espèce est endémique d'Ambon aux Moluques en Indonésie,.

## Description
Le mâle décrit par Wanless en 1981 mesure 7,44 mm.

## Publication originale
- Thorell, 1878 : Studi sui ragni Malesi e Papuani. II. Ragni di Amboina raccolti Prof. O. Beccari. Annali del Museo Civico di Storia Naturale di Genova, vol. 13, p. 1-317 (texte intégral).